# Арабия (дъщеря на Юстин II)
Вижте пояснителната страница за други личности с името Арабия.
Арабия (на гръцки: Ἀραβία; на латински: Arabia; * 550) e дъщеря на византийския император Юстин II (упр. 565–578) и неговата императрица Елия София.
Арабия е спомената в историческата колекция Patria Konstantinupoleos (Scriptores originum Constantinopolitarum). Латинският поет Флавий Кресконий Корип я споменава в похвалната си реч laudem Iustini Augusti Minoris от 566 или 567 г., посветена на Юстин II. Спомената е и в агиографията на Св. Симеон Стълпник Младши (521 – 24 май 597).
Арабия се омъжва за Бадуарий, който става на 14 ноември 565 г. куропалат и през 576 г. Юстин II го изпраща в Италия да се бие с лангобардите, но е победен и убит в битка. Арабия и Бадуарий имат дъщеря Фирмина.